# Astragalus sevangensis
Astragalus sevangensis är en ärtväxtart som beskrevs av Aleksandr Alfonsovitj Grossgejm. Astragalus sevangensis ingår i släktet vedlar, och familjen ärtväxter. Inga underarter finns listade i Catalogue of Life.